# Alekszandr Grin
Alekszandr Grin, (oroszul: Александр Грин), sz. Alekszandr Sztyepanovics Grinyevszkij (Szlobodszkoj, Vjatkai kormányzóság, Oroszország, 1880. augusztus 23., a régi orosz naptár szerint augusztus 11. – Sztarij Krim, Krím, 1932. július 8.) orosz író, a mágikus realizmus egyik első képviselője. Írói neve volt Alekszandr Grin.

## Élete
Apja Sztyepan Jevszejevics Grinyevszkij Stefan Hryniewski (1843-1914) lengyel nemes, kistisztviselő. Anyja Anna Sztyepanovna Lenkova (1857-1895) volt. Hatan voltak testvérek. Vjatkában nőttek fel – nagyon szegényes körülmények között. Apjuk itt telepedett le szibériai száműzetése után, ugyanis a januári felkelésben való részvétele miatt a Tomszki kormányzóságba száműzték.
Alekszandr reáliskolába járt; sokat olvasott, de soha nem lett jó tanuló. Ráadásul egy, az osztályfőnökéről írott – ártatlan – verséért kicsapták. Ezután csak polgári iskolába vették fel. Már gyerekkorában a városi kórházban kellett dolgoznia.
1895-ben meglátott két fehérruhás kadétot, és ez az élmény örökre megváltoztatta életét: tengerész akart lenni.
Egy év múlva, tizenhat éves korában apja 25 rubeljével a zsebében Odesszába ment, ahol hetekig kellett várakoznia, míg felvették hajósinasnak. Ezek egyike volt élete egyetlen külhoni hajóútja is: Odesszából Alexandriába. Végül is minden hajóról elbocsátották, potyautasként tért haza szülővárosába.
1898-ban megelégelve a kisvárosi semmittevést, Bakuba ment, ahol filléres bérekért dolgozott, csavargóként aludt, míg maláriás lett.
Egy év múlva hazament, de megint nem bírta otthon sokáig.
1901-ben, ezúttal apja 3 rubelével az Uralba utazott aranyat keresni – közben volt favágó, faúsztató is –; hiába.
Majd megint matróz lett.
1902-ben végső elkeseredésében katonának állt, de hamar dezertált.
Lelkes forradalmár lett, a baloldali eszerek köreihez csapódott, Ezért 1903 novemberében letartóztatták, Szevasztopolban börtönbe csukták. Ott kezdett írni. Száműzték, ám hazaszökött.
Vjatkában apja szerzett neki – A.A. Malginov névre – hamis papírokat, ezen a néven (М-въ, А. А.) jelent meg első elbeszélése is Szentpétervárott, 1906-ban.
1908-ban vette fel írói álnévként a Grint.
Amikor az eszerek egy merénylet elkövetésével bízták meg, otthagyta őket. Ennek ellenére újra letartóztatták, és 1910-ben Arhangelszkbe száműzték. Ott nősült meg, első felesége Vera Pavlovna Abramova (1882-1951) volt. Grinyevszkij 1912-ben szabadult, és Szentpétervárra költözött. 1913 szeptemberében elvált feleségétől.
Grinyevszkijt 1920-ban behívták a Vörös Hadseregbe, ahol tífuszt kapott. Súlyos állapotban bocsátották el.
A szocializmus elveit elfogadta volna, de csak békés átmenettel. A vérengzéseket és általában az erőszakot elutasította.
A húszas évektől ezért egy általa kitalált álomvilágba menekült, melyet történeteiben következesen megörökített. Ez a világ lett később a rajongók által elnevezett Grinland.
1921-ben újra nősült, felesége Nyina Nyikolajevna (1894-1970) lett. 1924-ben a Krímbe, Feodosziába, majd 1930-ban Sztarij Krimbe költöztek. Az orosz értelmiség több tagja mellett Grinyevszkij is megfordult Makszimilian Volosin házában.
Grinyevszkij gyomor- és tüdőrákban szenvedett. Utolsó könyvének tiszteletpéldányát még kezébe vehette, de már nem tudta elolvasni annak címét sem. Úgy halt meg, ahogy megírta Visszatérés c. novellája alakját.

## Művészete
Grin műveiben sok a mágikus, meseszerű elem, álom és valóság laza kapcsolódása, titokzatos szerelmek. Ez ellentétben állt a szovjet kultúrpolitika főáramával, ezért több művét sokáig nem is adták ki. Pausztovszkij volt, aki kiállt mellette, ezután történt csak némi enyhülés Grin műveinek elbírálásában.
Másik fő témája, a tengeri hajósok sorsa, a misztikus elemekkel legtisztábban Hullámfutó c. regényében ötvöződik, melyből két magyar kiadás is megjelent, illetve két filmváltozat is készült. Benne a vízenjáró tündér: Frasy Grant, akiről hajókat neveztek el szerte a világon. A Csillogó világ repülni tudó embere avagy A vadon szíve elveszett paradicsomának megtalálása a mindent elérni tudó szellem bizonyítéka.
Patkányfogó c. negatív utópiájában az elnyomók C.S. Lewis diktatúrájához (A rettentő erő), illetve Ende „szürke uraihoz” (Momo) hasonlíthatók. Orwelli hangulat, közvetlenebb tapasztalatokkal.

## Főbb művei

### Könyv

#### Regények
- 1921 Алые паруса; Bíborvörös vitorlák
- 1923 Блистающий мир
- 1924 Король мух
- 1925 Золотая цепь
- 1925 Сокровище африканских гор
- 1928 Бегущая по волнам; Hullámfutó
- 1930 Дорога никуда. Önéletrajz

#### Rövidebb írások
- 1929 Джесси и Моргиана

- 1936 Недотрога (befejezetlen)
- 1970 Таинственный круг

## Magyarul
- Bíborvörös vitorlák. Elbeszélések; ford., utószó Brodszky Erzsébet; Európa, Bp., 1959
- Hullámfutó. Regény; ford. Brodszky Erzsébet; Európa, Bp., 1961
- Száz mérföld a folyón. Novellák; ford. Brodszky Erzsébet; Európa, Bp., 1967
- Fandango / Hincs kalandjai / Jessy és Morghiana; ford. Rab Zsuzsa, Brodszky Erzsébet; Európa, Bp., 1970

## Műveiből készült filmek
- 1961. Алые паруса (Bíborvörös vitorlák). Szovjet film, r.: Alekszandr Ptusko
- 1967. Бегущая по волнам (Hullámfutó). Szovjet-bolgár film, r.: Pavel Ljubimov
- 2007. Бегущая по волнам (Hullámfutó). Orosz film, r.: Valerij Pendrakovszkij[1]

## Emlékezete

### Irodalmi múzeumok
- 1960. Sztarij Krim
- 1970. Alekszandr Grin Irodalmi és Emlékmúzeum, Feodószia[2]
- 1980. Alekszandr Grin Múzeum, Kirov[3]

### Hajótípusok
- ALEXANDER GRIN-típusú szovjet gyártású hajók közlekedtek a Balatonon és a Dunán is.